# Pyhä-Luosto nationalpark
Pyhä-Luosto nationalpark (finska:  Pyhä-Luoston kansallispuisto, nordsamiska: Pyhä-Luosto álbmotmeahcci) är en nationalpark i Sodankylä, Pelkosenniemi och Kemijärvi kommuner i östra finska Lappland. Den inrättades 2005 när Finlands äldsta nationalpark Pyhätunturi (inrättad 1938) slogs ihop med Luosto. Den sammanslagna parken omfattar ungefär 142 kvadratkilometer och kan sägas vara både den äldsta finska nationalparken och en av de nyaste.
I reservatet ingår Finlands sydligaste fjäll (finska: tunturi), en 25 kilometer lång fjällrygg. Högst av de tolv bergstopparna i området är Noitatunturi, 540 m ö.h. och Ukko-Luosto, 514 m ö.h. Skogarna sydväst om Ukko-Luosto och Lampivaara har undgått avverkning och det går där att hitta fyrahundraåriga tallar.
Den gamla skogen innehåller många ovanliga arter. I nationalparken har 80 olika arter av ticka hittats, varav 11 arter är hotade i hela Finland. 128 fågelarter har noterats.